# Brandal

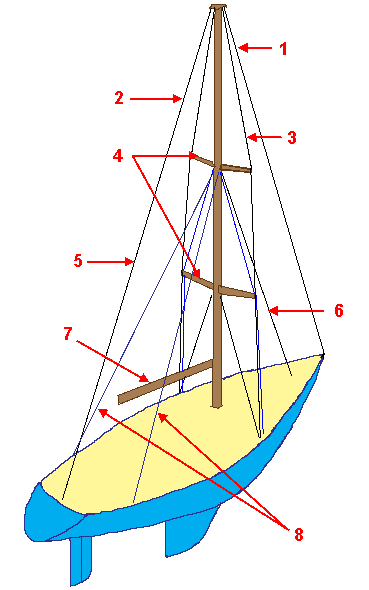
Cabos da mastreação

Brandal, em náutica,  é o termo usado para designar cada um dos cabos, normalmente em aço, que servem para fixar o mastro no sentido transversal .
Há vários brandais fixados a diferentes alturas do mastro para uma melhor distribuição das forças exercidas pelo mastro e vela grande. Normalmente por baixo de cada vau parte um cabo que se fixa junto à fixação do brandal, os chamados brandais de baixo. 

## Nomenclatura
Nome dos cabos de um veleiro (numeração da figura).
1. Estai
2. Contra-estai ou Estai de popa
3. Brandal que é o Ovém dos grandes veleiros
4. não é um cabo mas mostra o Vau Também chamado de Cruzeta.
5. (ver n.2)
6. Baby Estai
7. não é um cabo mas mostra a Retranca
8. Baby estais de popa (dependendo do projeto pode ser um só ou ainda um com divisão para dois no meio, permitindo o acesso pela popa da embarcação).